# 托尼·拉魯薩
小安東尼·拉魯薩（英語：Anthony La Russa Jr.，1944年10月4日—），通稱托尼·拉魯薩（Tony La Russa），美國職棒大聯盟球員，知名教練，名人堂成員。
球涯始於1963年，選手時期的拉魯薩曾效力於運動家、勇士、小熊等隊。在1964年至1965年休季期間，遭遇了肩傷，傷勢影響了他的職業生涯，直到1977年在小聯盟退休為止。結束球員生涯後，拉魯薩前往佛罗里达州立大学，在那裏他取得了法學博士學位。1979年，被任命為芝加哥白襪總教練，後來陸續執教於運動家、紅雀等隊。2011年率紅雀登頂後，拉魯薩宣布退休，之後歷任大聯盟行政副總裁、響尾蛇球團事務執行長、天使球團資深顧問等職。2013年12月，經由票選進入美國國家棒球名人堂。2021年季前，回鍋擔任白襪總教練。
拉魯薩握有3屆世界大賽冠軍、6次聯盟冠軍和12次分區第1等傲人成績。他的勝場數（2,902）排名歷史第3。

## 生平

### 早年
拉魯薩出生於佛罗里达州坦帕，和盧·皮涅拉是同鄉。父親安東尼是義大利移民，母親奧莉薇亞則是西班牙移民。之後，舉家至西坦帕，在當地的棒球隊與盧·皮涅拉是隊友。高中畢業後，與奧克蘭運動家簽約（1962年6月）。

### 選手生涯
完成76場的小聯盟賽事之後，1963年5月10日拉魯薩在大聯盟初次亮相。他的職業生涯受限於肩膀傷勢，發揮有限。在接下來的數年間，沒有在大聯盟穩定出賽的機會，運動家在1971年將他交易至勇士，而後則是小熊。1973年4月6日是拉魯薩最後一次以選手身分在大聯盟層級出賽，該場比賽他替補上場，擔任代跑，並得到致勝分。總計他在大聯盟留下35支安打，1成99打擊率，2成92上壘率，7分打點的成績。守備方面，拉魯薩主要負責二壘防區，亦有三、游的守備紀錄，他的生涯守備率為9成60。

### 执教生涯
芝加哥白襪（第1次）
1978年，拉魯薩被任命為白襪2A球隊「諾克斯維爾襪」（Knoxville Sox）的總教練。球季經過一半，便被拔擢至大聯盟教練團。1979年，他選擇回歸小聯盟，執教3A球隊「愛荷華橡樹」（Iowa Oaks）。當大聯盟總教練唐·科辛格（Don Kessinger）遭到解雇時，時年34歲的拉魯薩成為救火的接任者，亦是當時歷史上最年輕的大聯盟總教練。在拉魯薩的帶領下，白襪在球季剩餘的54場比賽中，取得了恰好過半的27勝成績。
回顧成為一名大聯盟總教練的過程，拉魯薩表示洛伦·贝布（Loren Babe）與保罗·理查兹（Paul Richards）二人的幫助甚大。1983年，白襪以優異的99勝成績在分區封王，拉魯薩亦獲得聯盟最佳教練獎的肯定。可惜的是，白襪在美聯冠軍系列賽遭巴爾的摩金鶯淘汰，無緣晉級。
1986年6月下旬，白襪仍只有26勝38負的成績，使得總管罗兰·赫蒙德（Roland Hemond）以及拉魯薩本人雙雙遭到撤換。總計他在白襪留下522勝510負的賽季成績。
奧克蘭運動家

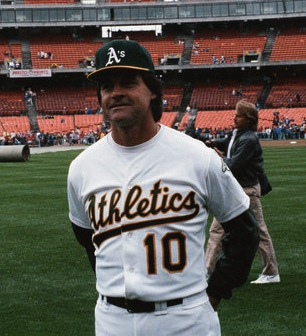
1989年的拉魯薩

離開芝加哥僅三週，拉魯薩便收到了老東家運動家的執教邀約。1986年的後半球季，他率隊打出了45勝的好成績，將本來墊底的戰績提升至分區第3作收。經過一個五成勝率的賽季之後，在接下來的三年期間，運動家接連取得分區第1，二次勝場逾百（1988年、1990年），並成功獲得世界大賽冠軍（1989年），拉魯薩個人則是二次獲得聯盟最佳教練獎項（1988年、1992年）。
1995年，運動家的經營者哈斯（Haas）家族將所有權出售，拉魯薩也選擇離去。運動家時期的戰績合計為798勝673負。
聖路易紅雀
在聖路易，拉魯薩繼承了喬·托瑞的職缺，帶隊第1年便登上分區第1。他選擇了10號作為自己的球衣號碼，茲以紀念自己的啟蒙者史帕基·安德森（Sparky Anderson）。2002年，他獲得了個人第4次聯盟最佳教練，史上首見。2004年賽季被認為是紅雀球團歷史上最成功的一個賽季，在勝場（105）、得分（855，國聯第1）和失分（659，國聯第1）等項目皆有亮眼表現。紅雀鏖戰7場，成功擊敗擁有明星投手羅傑·克萊門斯坐鎮的休士頓太空人，取得國家聯盟冠軍。然而，在世界大賽，不敵氣勢如虹的波士頓紅襪，未能登頂成功。

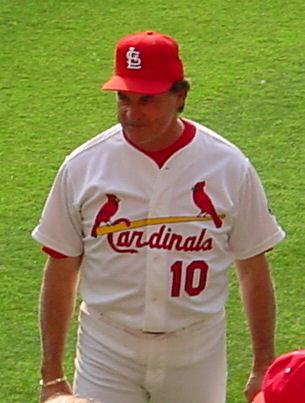
2002年6月29日的拉魯薩，於場邊受訪

2005年賽季，紅雀再次取得100勝戰績，在國聯冠軍系列賽負於太空人，未能晉級。2006年的勝場（83勝）雖不若以往，仍能取得分區第1，紅雀並在世界大賽力挫底特律老虎，獲得總冠軍獎盃，使得拉魯薩成為大聯盟史上第2位在美聯、國聯皆有冠軍戒指的總教練。
2009年6月21日，紅雀擊敗堪薩斯市皇家，這是拉魯薩總教練生涯的第2,500勝。
2011年，紅雀雖在賽季排名分區第2，卻能夠擊退費城費城人、密爾瓦基釀酒人，再次殺入世界大賽。在大衛·佛里斯殺手級的表現之下，紅雀打敗了德州遊騎兵，獲得球隊第11座世界大賽冠軍，拉魯薩成為三屆冠軍教頭。迄此，他在季後賽帶隊累積70場勝場，超越了巴比·考克斯，躍居歷史第2位。三天後，拉魯薩宣布退休，是大聯盟史上第1位奪冠後高掛球服的球隊總教練。總計他在紅雀有1,408勝1,182負的賽季成績，季後賽則取得50勝42負的戰績。值得一提的是，2011年球季的拉魯薩深受带状疱疹所苦，期間也曾請假進行治療，然而由於板凳教練乔·佩蒂尼（Joe Pettini）被任命為「代理」（acting）總教練，而非「臨時」（interim），期間的勝場仍然記在拉魯薩名下。
在2012年的明星賽當中，拉魯薩身著紅雀10號球服，破例「復出」擔任國聯總教練，最終國聯以8:0獲勝，這一勝也使他成為史上第1位在美聯、國聯皆能在明星賽取勝的總教練。
芝加哥白襪（第2次）
2020年10月29日，白襪球團宣布托尼·拉魯薩將回鍋擔任次年球季的總教練，使他成為現役最年長的球隊總教練，亦是史上第1位重拾教鞭的名人堂教練。

### 其它活動
法律博士
拉魯薩自1962年起便未曾中斷個人學業，陸續取得工業管理學（南佛罗里达大学，1969年）、法學博士（佛罗里达州立大学，1978年）等學位。1980年7月30日取得律師資格後，他並未投入法律活動，而選擇繼續在小聯盟打球，這個決定遭到指導教授的反對。
入選名人堂
2013年11月4日，拉魯薩提前獲得名人堂票選資格的消息正式曝光。12月8日，經由票選進入美國國家棒球名人堂。2014年1月，紅雀球團宣布拉魯薩成為球隊歷史名人堂成員。
管理工作
拉魯薩在退休後接受喬·托瑞之邀，任職於大聯盟管理層，主責球場紀律事務。2014年5月17日，轉任響尾蛇球團，擔任棒球事務執行長，於2017年季後離任。
2017年10月，加入波士頓紅襪，擔任球團副總裁，襄助總裁戴夫·东布罗夫斯基（Dave Dombrowski）的日常事務。在聲明中，紅襪球團表示拉魯薩將協助球員發展部門的業務，並且將對大、小聯盟的各級教練提出專業建議。他於2019年季中離開紅襪球團，受雇於洛杉磯天使（2019年11月），擔任球隊資深顧問。

## 生涯成績

### 球員時期
| 打數 | 得分 | 安打 | 全壘打 | 打點 | 盜壘 | 打擊率 | 上壘率 | 攻擊指數 |
| 176  | 15   | 35   | 0      | 7    | 0    | .199   | .292   | .542     |

### 總教練時期
| 球隊         | 球季年 | 季賽  | 季賽  | 季賽  | 季賽 | 季賽    | 季後賽 | 季後賽 | 季後賽 | 季後賽                       |
| 球隊         | 球季年 | 已賽  | 勝    | 負    | 勝率 | 備註    | 勝     | 負     | 勝率   | 備註                         |
| ------------ | ------ | ----- | ----- | ----- | ---- | ------- | ------ | ------ | ------ | ---------------------------- |
| 芝加哥白襪   | 1979年 | 54    | 27    | 27    | .500 | 分區第5 | –      | –      | –      | –                            |
| 芝加哥白襪   | 1980年 | 160   | 70    | 90    | .438 | 分區第5 | –      | –      | –      | –                            |
| 芝加哥白襪   | 1981年 | 106   | 54    | 52    | .509 | 分區第3 | –      | –      | –      | –                            |
| 芝加哥白襪   | 1982年 | 162   | 87    | 75    | .537 | 分區第3 | –      | –      | –      | –                            |
| 芝加哥白襪   | 1983年 | 162   | 99    | 63    | .611 | 分區第1 | 1      | 3      | .250   | 美聯冠軍賽落敗（負於金鶯）   |
| 芝加哥白襪   | 1984年 | 162   | 74    | 88    | .457 | 分區第5 | –      | –      | –      | –                            |
| 芝加哥白襪   | 1985年 | 162   | 85    | 77    | .525 | 分區第3 | –      | –      | –      | –                            |
| 芝加哥白襪   | 1986年 | 64    | 26    | 38    | .406 | 解雇    | –      | –      | –      | –                            |
|              |        |       |       |       |      |         |        |        |        |                              |
| 奧克蘭運動家 | 1986年 | 79    | 45    | 34    | .570 | 分區第3 | –      | –      | –      | –                            |
| 奧克蘭運動家 | 1987年 | 162   | 81    | 81    | .500 | 分區第3 | –      | –      | –      | –                            |
| 奧克蘭運動家 | 1988年 | 162   | 104   | 58    | .642 | 分區第1 | 5      | 4      | .556   | 世界大賽落敗（負於道奇）     |
| 奧克蘭運動家 | 1989年 | 162   | 99    | 63    | .611 | 分區第1 | 8      | 1      | .889   | 世界大賽冠軍（勝於巨人）     |
| 奧克蘭運動家 | 1990年 | 162   | 103   | 59    | .636 | 分區第1 | 4      | 4      | .500   | 世界大賽落敗（負於紅人）     |
| 奧克蘭運動家 | 1991年 | 162   | 84    | 78    | .519 | 分區第4 | –      | –      | –      | –                            |
| 奧克蘭運動家 | 1992年 | 162   | 96    | 66    | .593 | 分區第1 | 2      | 4      | .333   | 美聯冠軍賽落敗（負於藍鳥）   |
| 奧克蘭運動家 | 1993年 | 162   | 68    | 94    | .420 | 分區第7 | –      | –      | –      | –                            |
| 奧克蘭運動家 | 1994年 | 114   | 51    | 63    | .447 | 分區第2 | –      | –      | –      | –                            |
| 奧克蘭運動家 | 1995年 | 144   | 67    | 77    | .465 | 分區第4 | –      | –      | –      | –                            |
| 小計         | 小計   | 1,471 | 798   | 673   | .542 | –       | 19     | 13     | .594   | –                            |
| 聖路易紅雀   | 1996年 | 162   | 88    | 74    | .543 | 分區第1 | 6      | 4      | .600   | 國聯冠軍賽落敗（負於勇士）   |
| 聖路易紅雀   | 1997年 | 162   | 73    | 89    | .451 | 分區第4 | –      | –      | –      | –                            |
| 聖路易紅雀   | 1998年 | 162   | 83    | 79    | .512 | 分區第3 | –      | –      | –      | –                            |
| 聖路易紅雀   | 1999年 | 161   | 75    | 86    | .466 | 分區第4 | –      | –      | –      | –                            |
| 聖路易紅雀   | 2000年 | 162   | 95    | 67    | .586 | 分區第1 | 4      | 4      | .500   | 國聯冠軍賽落敗（負於大都會） |
| 聖路易紅雀   | 2001年 | 162   | 93    | 69    | .574 | 分區第2 | 2      | 3      | .400   | 國聯分區賽落敗（負於響尾蛇） |
| 聖路易紅雀   | 2002年 | 162   | 97    | 65    | .599 | 分區第1 | 4      | 4      | .500   | 國聯冠軍賽落敗（負於巨人）   |
| 聖路易紅雀   | 2003年 | 162   | 85    | 77    | .525 | 分區第3 | –      | –      | –      | –                            |
| 聖路易紅雀   | 2004年 | 162   | 105   | 57    | .648 | 分區第1 | 7      | 8      | .467   | 世界大賽落敗（負於紅襪）     |
| 聖路易紅雀   | 2005年 | 162   | 100   | 62    | .617 | 分區第1 | 5      | 4      | .556   | 國聯冠軍賽落敗（負於太空人） |
| 聖路易紅雀   | 2006年 | 161   | 83    | 78    | .516 | 分區第1 | 11     | 5      | .688   | 世界大賽冠軍（勝於老虎）     |
| 聖路易紅雀   | 2007年 | 162   | 78    | 84    | .481 | 分區第3 | –      | –      | –      | –                            |
| 聖路易紅雀   | 2008年 | 162   | 86    | 76    | .531 | 分區第4 | –      | –      | –      | –                            |
| 聖路易紅雀   | 2009年 | 162   | 91    | 71    | .562 | 分區第1 | 0      | 3      | .000   | 國聯分區賽落敗（負於道奇）   |
| 聖路易紅雀   | 2010年 | 162   | 86    | 76    | .531 | 分區第2 | –      | –      | –      | –                            |
| 聖路易紅雀   | 2011年 | 162   | 90    | 72    | .556 | 分區第2 | 11     | 7      | .611   | 世界大賽冠軍（勝於遊騎兵）   |
| 小計         | 小計   | 2,590 | 1,408 | 1,182 | .544 | –       | 50     | 42     | .543   | –                            |
| 芝加哥白襪   | 2021年 | 162   | 93    | 69    | .574 | 分區第1 | 1      | 3      | .250   | 美聯分區賽落敗（負於太空人） |
| 芝加哥白襪   | 2022年 | 162   | 81    | 81    | .500 | 分區第2 | –      | –      | –      | –                            |
| 小計         | 小計   | 1356  | 696   | 660   | .513 | –       | 2      | 6      | .250   |                              |
| 總計         | 總計   | 5,417 | 2,902 | 2,515 | .536 | –       | 71     | 61     | .538   | –                            |

最後更新：2022年10月5日（美中時間）止
| 層級         | 次數 | 年份                 | 註記 |
| ------------ | ---- | -------------------- | ---- |
| 美國聯盟冠軍 | 3    | 1988年 1989年 1990年 |      |
| 國家聯盟冠軍 | 3    | 2004年 2006年 2011年 |      |
| 世界大賽冠軍 | 3    | 1989年 2006年 2011年 |      |

## 評價

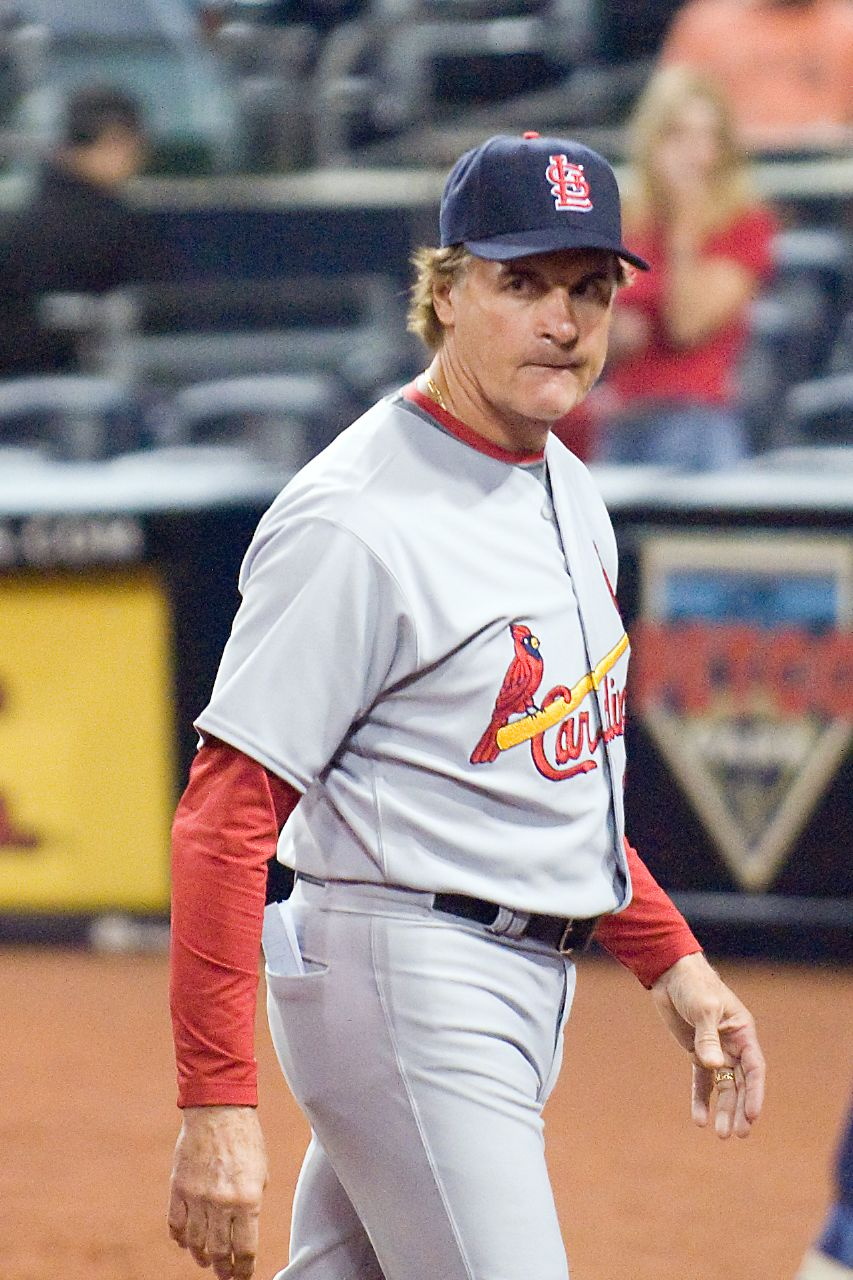
2008年的拉魯薩

綜觀其教練生涯，拉魯薩在勝場數（2,728，歷史第3）、出賽數（5,097，歷史第2）等項目皆位居大聯盟歷史前列，更是美國職業運動史上唯二執教場次超過5,000的球隊總教練。在美國聯盟、國家聯盟皆能取得世界大賽冠軍，亦是史上唯二的成就。此外，他是紅雀史上最多勝的總教練，運動家時期的連續三年分區冠軍亦值得一記。
做為總教練，拉魯薩被認為是後援投手分工轉趨精細的推手。白襪時期的球隊總管Roland Hemond表示，拉魯薩「能夠察人所不察⋯⋯即使做法有些古板，人們仍會發現那是奏效的。毫無疑問地，他替比賽帶來了改變。」他的帶隊風格保守，迥異於當代風行的數據棒球學，惟仍受到部分專家、球迷的肯定。

## 爭議
- 2007年3月22日，拉魯薩在佛罗里达州朱庇特遭到逮捕，罪名是酒駕。他的酒測值是.093，高於當地規範的.080[51]。對此他公開向大眾致歉。11月28日，拉魯薩對此案認罪。在律師聲明中，他表示將「負起全責，記取教訓，決不再犯」。
- 2009年6月4日，媒體報導拉魯薩對Twitter提出了控訴，理由是平台上冒名建立的一個帳號使他的名譽受損且「遭遇顯著的精神打擊」，而Twitter則疏於對這個帳號做出處分（即使在使用者規定中已有相關內容存在）。訴訟書顯示，該帳號對拉魯薩和紅雀球團作出了數則不雅評論[52]。遽聞Twitter與拉魯薩就此案達成了庭外和解，拉魯薩最終同意撤告，Twitter則同意將強化平台的私隱權政策[53]。
- 2010年6月，拉魯薩在響尾蛇作客比賽時遭遇了茶黨的抗議活動。面對頗具爭議的亞利桑那州移民法案，拉魯薩表示自己雖然支持言論自由，對亞利桑那州政府的立場與政策則是抱持肯定[54]。
- 2020年2月，拉魯薩再次因酒駕於鳳凰城被捕[55]。
- 2021年5月5日，拉魯薩在回鍋擔任總教練後不少球迷擔心他是否對於已經變化多時的聯盟生態有所適應。而當日對戰辛辛那提紅人隊的比賽也確實應證不少球迷掛心的問題。該場比賽在九局下半為了避免後援投手利安·漢崔克斯在下半局的打席席次被代打掉而無法續投，而使用了雙換人調度。卻因不知聯盟自前一年起採用突破僵局制，延長賽開始必須要有人在二壘擔任跑壘員，經過雙換人棒次調度後漢崔克斯變成延長賽第一位打者的前一棒次，變相他必須在二壘擔任跑壘員；而拉魯薩又不知有關於因為此制度而必須在二壘擔任跑壘員的跑者為投手時，可以請前一棒的野手來代跑的額外規定。等於拉魯薩連續兩次對聯盟較新規則不熟悉的情況，而演變成延長賽開始就出現讓自家投手在二壘擔任跑壘員的荒謬場景。事後拉魯薩也對記者坦承對於突破僵局制度的規則不甚熟悉。[56]
- 2021年5月19日，對明尼蘇達雙城隊的比賽，該局白襪取得大比分領先使得雙城派野手威廉斯・阿斯圖提歐出來投球消化局數，而白襪打者亞敏・梅賽迪斯在面對零好三壞的情況下，相中一顆投進紅中的好球擊出全壘打，讓雙城主播等人感到錯愕。事後拉魯薩在媒體前批評梅賽迪斯不遵守當時下達的，不可在球數絕對領先時揮棒的命令，認為梅賽迪斯未能做到尊重對手的要求。隔天比賽梅賽迪斯遭到雙城隊投手泰勒・達菲的蓄意近身球伺候，拉魯薩也認為雙城隊投手的行為並沒有錯。連續兩日的爭議言論，招致不少人批評拉魯薩。[57]。

## 個人生活
他與第2任妻子伊蓮共同創立了「拉魯薩動物救援基金會」（Tony La Russa's Animal Rescue Foundation，總部位於加州核桃溪），除了救援受傷、受遺棄的動物外，也著力於動物福利與社會弱勢團體的連結。拉魯薩與伊蓮育有二女，他的前一段婚姻（1973年離婚）亦育有二女。
拉魯薩是一名素食者。由於雙親的移民背景，他能流利地使用西班牙語。拉魯薩與歌手布魯斯·斯普林斯汀頗有私交。

## 外部連結
- 球員資訊和成績在MLB，ESPN，Baseball-Reference，Fangraphs，Baseball-Reference (Minors)（英文）